# Coppa Montenero 1930
La Coppa Montenero 1930 (IV° Coppa Ciano) est un Grand Prix qui s'est tenu sur le Circuito di Montenero le 3 août 1930 et disputé par deux classes : les véhicules de moins de 1 100 cm3 (classe A) et les véhicules de plus de 1 100 cm3 (classe B).

## Ordre de départ
| 1er départ | Heure           | Pos. 2                 | Pos. 1              |
| ---------- | --------------- | ---------------------- | ------------------- |
|            | 15 h 0 min 0 s  | Bucci Fiat             | Moradei Salmson     |
| 2e départ  | Heure           | Pos. 4                 | Pos. 3              |
|            | 15 h 0 min 30 s | Lunghi Fiat            | Rondina Fiat        |
| 3e départ  | Heure           | Pos. 6                 | Pos. 5              |
|            | 15 h 1 min 0 s  | Arzilla Amilcar        | Matrullo Salmson    |
| 4e départ  | Heure           | Pos. 8                 | Pos. 7              |
|            | 15 h 1 min 30 s | Jeroniti Salmson       | Pratesi Salmson     |
| 5e départ  | Heure           | Pos. 10                | Pos. 9              |
|            | 15 h 2 min 0 s  |                        | Savelli Fiat        |
| 6e départ  | Heure           | Pos. 12                | Pos. 11             |
|            | 15 h 4 min 0 s  | Danese Alfa Romeo      | Sartorio Maserati   |
| 7e départ  | Heure           | Pos. 14                | Pos. 13             |
|            | 15 h 4 min 30 s | Cortese Alfa Romeo     | Fagioli Maserati    |
| 8e départ  | Heure           | Pos. 16                | Pos. 15             |
|            | 15 h 5 min 0 s  | Maggi Bugatti          | Di Vecchio Bugatti  |
| 9e départ  | Heure           | Pos. 18                | Pos. 17             |
|            | 15 h 5 min 30 s | Gazzabini Alfa Romeo   | Campari Alfa Romeo  |
| 10e départ | Heure           | Pos. 20                | Pos. 19             |
|            | 15 h 6 min 0 s  | Fontana OM             | Nuvolari Alfa Romeo |
| 11e départ | Heure           | Pos. 22                | Pos. 21             |
|            | 15 h 6 min 30 s | Borzacchini Alfa Romeo | Toti Maserati       |
| 12e départ | Heure           | Pos. 24                | Pos. 23             |
|            | 15 h 7 min 0 s  | Varzi Alfa Romeo       | Mazzacurati Bugatti |
| 13e départ | Heure           | Pos. 26                | Pos. 25             |
|            | 15 h 7 min 30 s | Cantoni Alfa Romeo     | Peri Itala          |
| 14e départ | Heure           | Pos. 28                | Pos. 27             |
|            | 15 h 8 min 0 s  | Arcangeli Alfa Romeo   | Avattaneo Bugatti   |
| 15e départ | Heure           | Pos. 30                | Pos. 29             |
|            | 15 h 8 min 30 s | Biondetti Bugatti      | Razzauti Bugatti    |
| 16e départ | Heure           | Pos. 32                | Pos. 31             |
|            | 15 h 9 min 0 s  | Meoni OM               | Ghezzani Alfa Romeo |
| 17e départ | Heure           | Pos. 34                | Pos. 33             |
|            | 15 h 9 min 30 s |                        | Brivio Alfa Romeo   |

## Classement de la course
| Pos  | no  | Pilote              | Écurie                    | Châssis                   | Tours | Temps/Abandon                                | Grille |
| ---- | --- | ------------------- | ------------------------- | ------------------------- | ----- | -------------------------------------------- | ------ |
| 1    | 32  | Luigi Fagioli       | Officine Alfieri Maserati | Maserati Tipo 26 M        | 10    | 2 h 33 min 59 s 6 (87,7 km/h)                | 13     |
| 2    | 40  | Giuseppe Campari    | SA Alfa Romeo             | Alfa Romeo 6C 1750        | 10    | + 2 min 20 s 4                               | 17     |
| 3    | 38  | Aymo Maggi          | Conte A. Maggi            | Bugatti Type 35C          | 10    | + 2 min 38 s 4                               | 16     |
| 4    | 52  | Baconin Borzacchini | Scuderia Ferrari          | Alfa Romeo 6C 1750 GS     | 10    | + 3 min 33 s 6                               | 22     |
| 5    | 50  | Eugenio Fontana     | Privé                     | OM 665 S                  | 10    | + 19 min 52 s 8                              | 20     |
| 6    | 44  | Carlo Gazzabini     | Privé                     | Alfa Romeo 6C 1750        | 10    | + 23 min 3 s 2?                              | 18     |
| 7    | 2   | Mario Moradei       | Privé                     | Salmson                   | 10    | 3 h 0 min 20 s 0 (87,7 km/h) + 26 min 20 s 4 | 1      |
| 8    | 10  | Francesco Matrullo  | Privé                     | Salmson                   | 10    | + 27 min 7 s 4                               | 5      |
| Nc.  | 66  | P. Avattaneo        | Privé                     | Bugatti Type 35C          | 10    | Temps max. dépassé                           | 27     |
| Nc.  | 14  | Constanzo Arzilla   | Privé                     | Amilcar                   | 10    | Temps max. dépassé                           | 6      |
| Nc.  | 24  | Camillo Savelli     | Privé                     | Fiat 509                  | 10    | Temps max. dépassé                           | 9      |
| Abd. | 36  | Carlo di Vecchio    | Privé                     | Bugatti Type 35C          | 8     |                                              | 15     |
| Abd. | 28  | Renato Danese       | Privé                     | Alfa Romeo 6C 1750        | 6     |                                              | 12     |
| Abd. | 58  | Achille Varzi       | SA Alfa Romeo             | Alfa Romeo P2             | 5     | Différentiel                                 | 24     |
| Abd. | 74  | Clemente Biondetti  | Privé                     | Bugatti Type 35C          | 5     |                                              | 30     |
| Abd. | 56  | Mario Mazzacurati   | Privé                     | Bugatti Type 35C Spéciale | 5     |                                              | 23     |
| Abd. | 82? | Antonio Brivio      | Privé                     | Alfa Romeo 6C 1500        | 5     |                                              | 33     |
| Abd. | 46  | Tazio Nuvolari      | Scuderia Ferrari          | Alfa Romeo P2             | 5     | Embrayage                                    | 19     |
| Abd. | 60  | Guglielmo Peri      | Privé                     | Itala                     | 4     |                                              | 25     |
| Abd. | 68  | Luigi Arcangeli     | Scuderia Ferrari          | Alfa Romeo 6C 1750 GS     | 4     | Embrayage                                    | 28     |
| Abd. | 34  | Franco Cortese      | Scuderia Ferrari          | Alfa Romeo 6C 1750        | 3     |                                              | 14     |
| Abd. | 22  | Leonardo Jeroniti   | Privé                     | Salmson GP                | 3     |                                              | 8      |
| Abd. | 80  | Romeo Meoni         | Privé                     | OM 665 S                  | 3     |                                              | 32     |
| Abd. | 26  | Arrigo Sartorio     | Privé                     | Maserati Tipo 26          | 2     |                                              | 11     |
| Abd. | 6   | Silvio Rondina      | Privé                     | Fiat 509                  | 2     |                                              | 3      |
| Abd. | 4   | Piero Bucci         | Privé                     | Fiat 509                  | 1     |                                              | 2      |
| Abd. | 72  | Mario Razzauti      | Privé                     | Bugatti Type 35C          | 1     |                                              | 29     |
| Abd. | 50  | Raffaello Toti      | Privé                     | Maserati Tipo 26          | 0     |                                              | 21     |
| Abd. | 76  | Paolo Ghezzani      | Privé                     | Alfa Romeo 6C 1750        | 0     |                                              | 31     |
| Abd. | 64  | Paolo Cantoni       | Privé                     | Alfa Romeo 6C 1750        | 0     | Accident                                     | 26     |
| Abd. | 6   | Albino Pratesi      | Privé                     | Salmson                   | 0     |                                              | 7      |
| Np.  | 12  | Luigi Platé         | Privé                     | Salmson                   |       | Essais du jeudi                              |        |
| Np.  | 18  | Camillo Ramello     | Privé                     | Salmson                   |       | Non partant                                  |        |
| Np.  | 20  | T. Mantovani        | Privé                     | Fiat 509                  |       | Essais du mercredi                           |        |
| Np.  | ?   | Victor Marret       | Privé                     | Salmson                   |       | Non partant                                  |        |
| Np.  | 30  | Emilio Gola         | Privé                     | Alfa Romeo                |       | Non partant                                  |        |
| Np.  | 42  | B. Panerai          | Privé                     | Maserati                  |       | Non partant                                  |        |
| Np.  | 54  | Gusmano Pieranzi    | Privé                     | OM 665 S                  |       | Essais du jeudi                              |        |
| Np.  | 62  | Pasquale Ermini     | Privé                     | Alfa Romeo                |       | Non partant                                  |        |
| Np.  | 70  | Juan Zanelli        | Privé                     | Bugatti Type 35C          |       | Essais du mercredi                           |        |
| Np.  | 78  | Emilio Romano       | Privé                     | Bugatti                   |       | Non partant                                  |        |
| Np.  | 82  | « X »               | Privé                     | Alfa Romeo                |       | Non partant                                  |        |
| Np.  | 84  | G. Calderoni        | Privé                     | OM 665 S                  |       | Non partant                                  |        |
| Np.  | 86  | Filippo Tassara     | Privé                     | Alfa Romeo                |       | Essais du mercredi                           |        |
| Np.  | 88  | A. Ferrari          | Privé                     | Alfa Romeo                |       | Non partant                                  |        |
| Np.  | 90  | Oreste de Martis    | Privé                     | Maserati                  |       | Non partant                                  |        |
| Np.  | ?   | Filippo Sartorio    | Privé                     | Maserati                  |       | Non partant                                  |        |

- Légende: Abd.=Abandon ; Nc.=Non classé ; Np.=Non partant

## Pole position et record du tour
- Pole position :  Mario Moradei (Salmson) par tirage au sort.
- Meilleur tour en course
  - Groupe A (1 100 cm3) :  Mario Moradei (Salmson) en 17 min 4 s 0 (79,1 km/h) au septième tour.
  - Groupe B (+ 1 100 cm3) :  Tazio Nuvolari (Alfa Romeo) en 14 min 38 s 4 (92,2 km/h) au quatrième tour.

## Tours en tête
- Groupe A (1 100 cm3)
  -  Mario Moradei : 9 tours (1-5 / 7-10)
  -  Francesco Matrullo : 1 tour (6)
- Groupe B (+ 1 100 cm3)
  -  Tazio Nuvolari : 2 tours (1-2)
  -  Achille Varzi : 3 tours (3-5)
  -  Luigi Fagioli : 5 tours (6-10)